# Preserje pri Komnu
Preserje pri Komnu – wieś w Słowenii, w gminie Komen. W 2018 roku liczyła 48 mieszkańców.